# ألبيرت كوستا
ألبيرت كوستا كاسالس (بالإسبانية: Albert Costa Casals، ولد في 25 يونيو 1975، لاردة، إسبانيا) لاعب كرة مضرب إسباني.
حصل على الميدالية البرونزية في دورة الألعاب الأولمبية الصيفية عام 2000، كما فاز ببطولة رولان غاروس عام 2002، وببطولة هامبورغ للماسترز عام 1998.

## إنجازاته في الألعاب الأولمبية

### زوجي: 1 برونزية
| السنة | البطولة             | الزميل        | الخصمان                      | النتيجة       | الميدالية |
| 2000  | ألعاب أولمبية صيفية | أليكس كوريتخا | ديفيد آدم جون-لافني دي جاغير | 2–6، 6–4، 6–3 | برونزية   |

## إنجازاته في الجراند سلام

### فردي: 1 بطولة
| السنة | البطولة     | الخصم في النهائي   | النتيجة            |
| 2002  | رولان غاروس | خوان كارلوس فيريرو | 6–1، 6–0، 4–6، 6–3 |

## إنجازاته في الماسترز 1000 نقطة

### فردي: 1 بطولة
| السنة | البطولة          | الخصم في النهائي | النتيجة                |
| 2002  | هامبورغ للماسترز | أليكس كوريتخا    | 6–2، 6–0، 1–0 (انسحاب) |

## روابط خارجية
- ألبيرت كوستا على موقع رابطة محترفي التنس (الإنجليزية)
- ألبيرت كوستا على موقع الاتحاد الدولي لكرة المضرب (الإنجليزية)
- ألبيرت كوستا على موقع كأس ديفيز (الإنجليزية)
- ألبيرت كوستا على موقع خلاصة التنس.كوم (الإنجليزية)
- ألبيرت كوستا على موقع إي إس بي إن.كوم (الإنجليزية)
- ألبيرت كوستا على موقع اللجنة الأولمبية الدولية (الإنجليزية)
- ألبيرت كوستا على موقع أوليمبيديا (الإنجليزية)